# Mykines

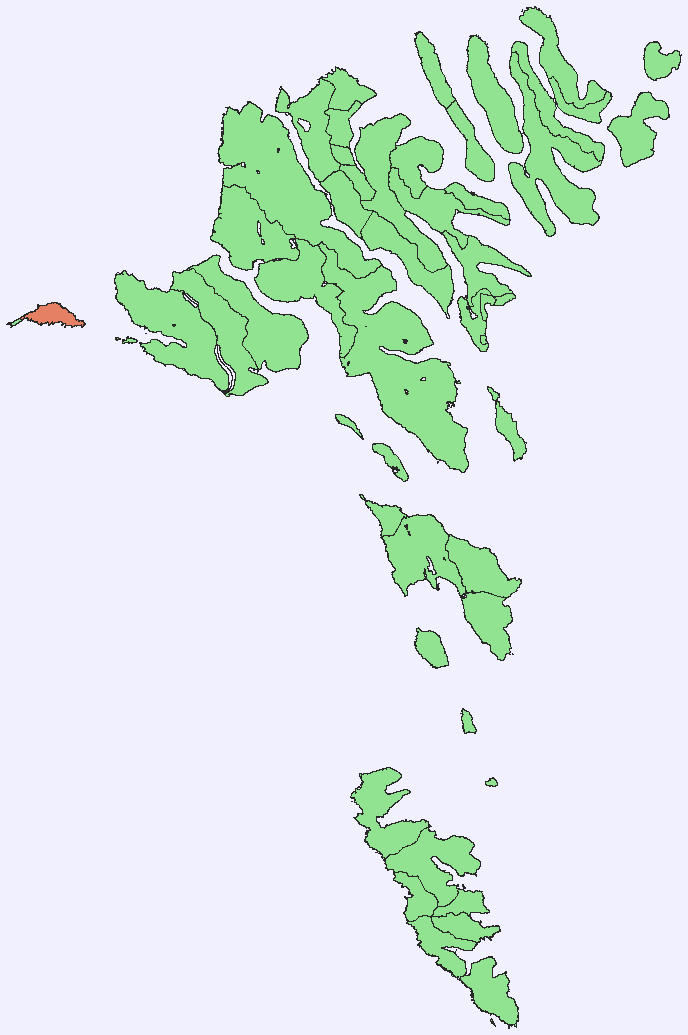
Vị trí đảo Mykines trên bản đồ Quần đảo Faroe.

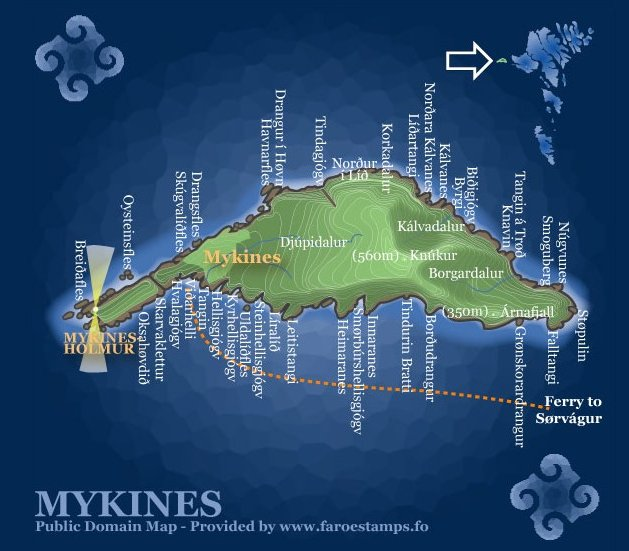
Bản đồ đảo Mykines

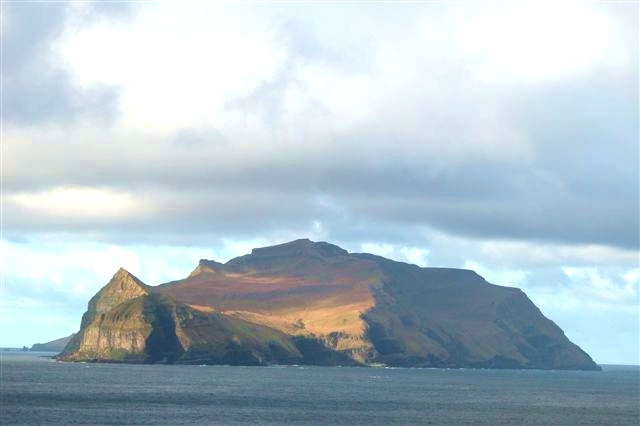
Mykines nhìn từ phía đông (Sørvágur) trong tháng 10

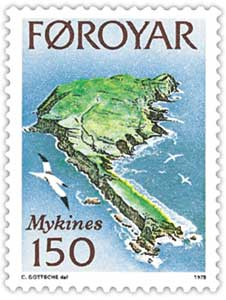
Tem thư đảo Mykines

Mykines (tiếng Đan Mạch: Myggenæs) là 1 đảo của Quần đảo Faroe, nằm ở cực tây của quần đảo. Mykines có diện tích là 10,0 km², với số cư dân 20 người (mật độ 1,9 người/km²), sống trong 1 làng duy nhất mang cùng tên Mykines (làng này có 70 nhà, nhưng chỉ 6 nhà có người cư ngụ quanh năm). Về mặt hành chính, từ năm 1911 tới cuối năm 2004, Mykines là 1 xã độc lập; nhưng từ năm 2005, Mykines trực thuộc xã Sørvagur (đảo Vágar).

## Bảng kê phát triển dân số
| Năm  | Dân số |
| ---- | ------ |
| 1769 | 61     |
| 1870 | 114    |
| 1890 | 154    |
| 1925 | 179    |
| 1940 | 170    |
| 2004 | 19     |
| 2006 | 20     |

## Địa lý
Mykines nằm ở phía tây đảo Vágar, ở vị trí 7,5 độ kinh tây, là lãnh thổ cực tây của Quần đảo Faroe cũng như của châu Âu. Mykines thuộc múi giờ GMT -1, khác hẳn so với các đảo còn lại của quần đảo. Ngay phía bắc, có 1 đảo nhỏ tên là Mykineshólmur với 1 tháp hải đăng được xây từ năm 1909. Có 1 cầu dành cho người đi bộ, dài 40 m bắc từ Mykines sang Mykineshólmur.
Cũng như đảo Suðuroy, Mykines có 1 tầng đá basalt lâu đời nhất quần đảo, dày từ 20 tới 50 m. Ở vách đá thẳng đứng trên bờ phía bắc, có vô số chim biển làm tổ trong đó. Phần phía đông của đảo có 2 thung lũng lớn là Borgardalur và Kálvadalur.  Phía bắc có thung lũng Korkadalur với những cột đá basalt gọi là steinskógurin (rừng cây đá). Các thung lũng nằm giữa các vách núi thẳng đứng. Từ phần cao này, đất thấp dần về phía tây, nơi có làng Mykines. Phía nam làng, có 1 sông nhỏ. Người ta thường cắm trại ở đây.
Về mùa hè, có các chuyến tàu phà từ Sørvagur thường xuyên tới đảo. Quanh năm thì có các chuyến trực thăng của hãng Atlantic Airways tới từ Sân bay Vágar.

## Các núi đá
| Tên       | Độ cao |
| --------- | ------ |
| Knúkur    | 560 m  |
| Árnafjall | 350 m  |

## Phim
- Leif Hjortshøj (Prod.): På Færøerne, Søren Ryge Petersen thực hiện - Søborg: Danmarks Radio, DR-Video, 1991. (3 VHS-Kassetter: Phần 3 về Mykines và chim)

## Văn học
- Alwin Pedersen: Myggenæs - Nhà xuất bản. Gyldendal 1935 - København
- Mykines -længst mod vest - P. O. Hansen - Nhà xuất bản. Clausen Offset 1993
- Gensyn med Mykines - P. O. Hansen - Nhà xuất bản. OAB-Tryk 2000